# A New Morning
A New Morning é o quinto álbum de estúdio da banda de rock britânica Suede, lançado em 30 de setembro de 2002, com produção musical de Stephen Street e distribuição da Columbia Records.
Depois do experimental Head Music (1999) e o auge do vício do vocalista Brett Anderson, a banda acabou produzindo um trabalho mais sereno e sóbrio. O álbum foi gravado após a saída do tecladista Neil Codling, diagnosticado com a síndrome da fadiga crônica, substituído pelo músico Alex Lee.
Apesar de críticas, em maior parte, favoráveis, o projeto foi um fracasso comercial e a banda ficou uma década sem lançar novos trabalhos inéditos.

## Faixas
1. "Positivity" (Brett Anderson, Richard Oakes, Simon Gilbert, Mat Osman, Neil Codling) – 2:56
2. "Obsessions" (Anderson, Oakes) – 4:11
3. "Lonely Girls" (Anderson, Codling) – 3:13
4. "Lost in TV" (Anderson, Osman) – 3:40
5. "Beautiful Loser" (Anderson, Alex Lee, Oakes) – 3:38
6. "Streetlife" (Anderson, Lee) – 2:51
7. "Astrogirl" (Anderson, Lee) – 4:35
8. "Untitled… Morning" (Anderson, Oakes) – 6:01
9. "One Hit to the Body" (Anderson, Oakes, Codling) – 3:07
10. "When the Rain Falls" (Anderson) – 4:48
11. "You Belong to Me" (Anderson) – 17:29
  - "Oceans" faixa escondida, começa em 13:30

## Tabelas
Singles
| Ano  | Single       | Tabela                 | Posição |
| ---- | ------------ | ---------------------- | ------- |
| 2002 | "Positivity" | Canadian Singles Chart | 13      |